# Henry Bergasse
Pour les articles homonymes, voir Henry Bergasse (négociant) et Bergasse.
Henry-Emmanuel Bergasse est un officier, avocat et homme politique français, né le 26 septembre 1894 à Marseille et mort le 28 mars 1977 dans sa ville natale.

## Biographie

### Jeunesse et études
Henry Emmanuel Bergasse naît dans une famille de notables. Sa famille est originaire de Tarascon-sur-Ariège, que son ancêtre Joachim Bergasse quitte pour s'établir à Lyon dans les années 1740. Sur les neuf enfants de Joachim, Joseph Dominique Bergasse est guillotiné pendant la Terreur, Nicolas Bergasse est député aux États généraux 1789, et enfin, Henri Joachim Bergasse quitte Lyon pour Marseille.
En Ariège, un de ses lointains cousins, Georges Bergasse de Laziroules, est député du Tiers état de Pamiers aux États généraux de 1789, puis député du département de l'Ariège au Conseil des Cinq-Cents ; il se retire de la vie politique après le coup d'État du 18 Brumaire.
Henry-Emmanuel Bergasse est fils de Paul Bergasse, avocat. Il suit des études de droit et obtient une licence de droit. Il est également élève de l’École spéciale militaire de Saint-Cyr, promotion de la Croix du Drapeau (1913-1914).

### Parcours professionnel
Il est blessé en 1915 sur le front de l’Est. Attaché militaire en Grèce, il embrasse la profession d’avocat au barreau de Marseille. Il participe à la Résistance et participe en 1944 à la libération de Royan.

### Parcours politique
Il est élu à la seconde Assemblée nationale constituante en 1946  puis à l’Assemblée nationale sous les étiquettes PRL, RPF, ARS et CNI. Il siège au Palais-Bourbon de 1946 à 1962. Il est ministre des Anciens combattants et victimes de guerre du 8 janvier au 28 juin 1953 dans le gouvernement René Mayer. L'un des 27 RPF à avoir voté l'investiture d'Antoine Pinay, il préside le groupe parlementaires ARS (gaullistes dissidents) de 1953 à 1955.
Dans son Histoire de la IVe République, Georgette Elgey rapporte le témoignage truculent de Roger Duchet sur les circonstances de l'accession d'Henry Bergasse au ministère des Anciens combattants. Réunis dans le bureau de René Mayer, plusieurs sommités du nouveau gouvernement distribuent les portefeuilles. Par malheur, il s'avère que Paul Ribeyre, député de l'Ardèche, initialement pressenti pour défendre les anciens combattants, n'a pas obtenu la Légion d'honneur au combat. Il convient de toute urgence de le remplacer. On ouvre le trombinoscope des députés, et on le parcourt à partir de la lettre A. Barrachin ? Non, il est brouillé avec de Gaulle. Bergasse ? C'est un « bon gros ». Et voilà comment, selon Roger Duchet, Henry Bergasse devient ministre « choisi non à l'ancienneté, mais à l'ordre alphabétique ».
Henry Bergasse a été conseiller municipal à Marseille et président du Stade Marseillais Université Club.

## Décorations
- : Chevalier de la Légion d'honneur en 1915, officier en 1946[5]
- : Croix de guerre 1914-1918
- : Croix de guerre 1939-1945
- : Médaille de la Résistance